# Adam Sedgwick
Adam Sedgwick (Dent, 22 de març del 1785 - Cambridge, 27 de gener del 1873), va ser un dels fundadors de la geologia moderna. Proposà els períodes Devonià i més tard el Cambrià. Aquesta última proposta estava basada en treball de camp que feu en estrats rocosos de Gal·les.

## Els inicis
Sedgwick va néixer a Dent. Va estudiar al Sedbergh School i al Trinity College de Cambridge.
El 1817 va ser ordenat sacerdot, i el 1818 va esdevenir Woodwardian Professor of Geology a la Universitat de Cambridge, ocupant un càrrec que ja havia estat ocupat norenta anys abans per l'historiador naturalista John Woodward. No havia rebut lliçons formals de geologia, però ben aviat esdevingué un investigador actiu en els camps de la geologia i la paleontologia. Durant el temps que ocupà el càrrec, va ampliar moltíssim la col·lecció de geologia de la Universitat de Cambridge, i va dur a terme un important treball de camp arreu de Gran Bretanya. Es diu que, quan va rebre el càrrec, Sedgwick va comentar "Fins ara mai no he girat una pedra; des d'ara endavant no en deixaré cap sense girar". El 1822 va conduir un treball de camp per a investigar la complexa geologia del Lake District del nord d'Anglaterra, armat amb els nous descobriments i les noves tècniques de William Smith. Durant aquesta expedició, va conèixer i fer-se amic del poeta William Wordsworth, així com el poeta Robert Southey i el químic John Dalton. Les seves lliçons a Cambridge foren immensament populars; era un catedràtic molt hàbil i - trencant amb les tradicions d'aquells temps - les seves lliçons estaven obertes a les dones, que segons en Sedgwick podien fer grans contribucions a la història natural. Va continuar ascendint en la seva professió: el 1829 esdevingué President de la Societat Geològica de Londres, i el 1845, Vicemestre del Trinity College de Cambridge. Com a Vicemestre, va conduir campanyes per a obrir Cambridge als no anglicans i reorganitzar els programes acadèmics. Durant aquest procés, va conèixer la reina Victòria i el seu marit Albert. Cap a la dècada dels 1850, la seva salut va empitjorar, però tanmateix va continuar donant les seves famoses lliçons fins a 1871.

## Primers treballs
Sedgwick va ser una de les grans figures del que s'ha anomenat l'Edat Heroica de la geologia - el temps en què es definiren els grans períodes geològics i es dugué a terme molta investigació i exploració fundamentals. El treball de Sedgwick el situà al centre de la controvèrsia geològica més escalfada dels seus temps, a causa del seu treball amb el geòleg Roderick Murchison. Van explorar la geologia d'Escòcia el 1827, i el 1839 van presentar conjuntament les seves investigacions sobre certes roques de Devon, Anglaterra, que tenien un ensamblatge fòssil diferenciat que els portà a proposar una nova divisió de l'escala dels temps geològics; el Devonià. Vers 1830, ambdós estaven treballant en roques de Gal·les, que eren i encara són molt difícils d'examinar a causa dels plecs i falles que hi havia. Nogensmenys, semblaven més antigues que la majoria de les roques sedimentàries que es trobaven més a l'est. Murchison va documentar la presència d'un conjunt de fòssils diferenciat, en què hi havia molt pocs peixos, però que contenia molts tipus diferents de trilobits, braquiòpodes i altres fòssils similars. Murchison va anomenar aquest sistema rocós el Silurià, en honor dels Silurs, una tribu cèltica que vivia a Gal·les a l'època dels romans. Sedgwick, que havia estat treballant al centre de Gal·les, proposà un sistema diferent per dessota del Silurià, i li donà el nom de Cambrià, per Cambria, el nom llatí de Gal·les. Els dos presentaren un document conjunt el 1835, titulat "On the Silurian and Cambrian Systems, exhibiting the order in which the older sedimentary strata succeed each other in England and Wales." (Sobre els sistemes Silurià i Cambrià, exhibint l'ordre en què els estrats sedimentaris més antics se succeeixen a Anglaterra i Gal·les).
El "Cambrià" superior de Sedgiwck s'encavalcava amb el "Silurià" inferior de Murchison. Sedgwick havia definit el seu "Cambrià" a partir de les característiques físiques de les roques, que eren úniques a Gal·les, i no havia tingut gaire en compte els fòssils, que es poden trobar arreu. Murchison, que els havia tingut molt en compte a l'hora de definir el "Silurià", va proclamar al principi que el Cambrià superior, i més tard el Cambrià en la seva totalitat, eren en realitat parts del Silurià. Aquesta discussió els distancià per sempre i van caldre molts anys per a resoldre-la. Es tractava de quelcom més que un simple problema de nomenclatura. Ambdós geòlegs volien l'honor d'haver descrit les roques que registraven els inicis de la vida a la Terra, car en aquells temps no es coneixien fòssils més antics que els del Cambrià. Murchison pensava que els fòssils del Cambrià de Sedgwick no eren prou diferents dels fòssils del seu Silurià com per a merèixer un període geològic separat, i van passar uns anys abans que es trobessin formes cambrianes realment distintives. Avui en dia, i continuant amb la solució proposada el 1879 pel col·lega de Sedgwick, Charles Lapworth, els geòlegs usen ambdós períodes, juntament amb un tercer temps, l'Ordovicià, que separa el Cambrià i el Silurià, i que comprèn els estrats que Sedgwick i Murchison s'havien disputat. Ara se sap que cadascun d'aquests períodes està caracteritzat per conjunts de fòssils diferenciats.